# ロドルフ・ド・エムリクール・ド・グリュヌ
ロドルフ・ジスラン・シャルル・ド・エムリクール・ド・グリュヌ（Rodolphe Ghislain Charles de Hemricourt de Grunne、1911年11月18日 - 1941年5月21日）は、ベルギーの空軍軍人、貴族（伯爵）。スペイン内戦でエース・パイロットとなり、第二次世界大戦時に戦死した。

## 経歴
1911年11月18日、ベルギーの伯爵シャルル・ド・グリュヌとフランスの伯爵夫人マリー・ド・モンタランベールの第4子としてエテルベークに生まれる。第一次世界大戦が勃発すると一家はイギリス、のちパリへ移り、ド・グリュヌはそこで学校に通った。休戦後、一家はベルギーのアールテルに落ち着いた。18歳のとき、農業の勉強のためカサブランカへ渡り、帰国後に徴兵されパイロットになるため空軍に志願した。しかし視力の問題から不合格となり、1933年から1934年まで騎兵連隊に配属された。1935年には民間パイロットの免許を取得した。
1936年7月にスペイン内戦が始まり、ド・グリュヌはフランシスコ・フランコ率いるナショナリスト派に義勇兵として参加した。10月7日、外国人部隊（アルゼンチン義勇兵主体の歩兵部隊）に入隊し、11月23日に負傷した。入院中スペイン人パイロットと出会い、空軍に入隊するための情報や手助けを得て、12月2日から1937年2月までセビリアの飛行学校で訓練を受けた。ド・グリュヌはハインケル He46装備の偵察部隊に配属され、のちハインケル He51装備の戦闘機隊に転属した。He51に搭乗していた時期は、撃墜戦果を上げることはなかった。その後、スペイン人エースのホアキン・ガルシア＝モラトやアンヘル・サラス・ララサーバルの率いる部隊（2-G-3）に入り、乗機をフィアット CR.32に乗り換えたド・グリュヌは、撃墜10機、未確認4機の戦果を上げ、ナショナリスト側のエース・パイロットで第10位となった。撃墜の内訳はI-16が5機、I-15が4機、グラマン FF1機となっている。総出撃数425回、飛行時間は795時間、階級は中尉であった。
1939年6月初めにベルギーに帰国し、9月に第二次世界大戦が勃発するとベルギー軍に召集され、歩兵師団の自転車中隊に配属された。ド・グリュヌはこれに強く抗議し、デールヌ（アントウェルペン）の飛行学校に送られ訓練を受けた。数日の訓練後ホーカー ハリケーン装備の2/I/2飛行隊に配属され、1940年2月に中尉に任官しベルギー上空の哨戒飛行を行った。3月12日、ドイツ空軍の偵察機Do 17を迎撃したが、機関銃の故障で撃墜できなかった。4月、ド・グリュヌは自動車事故により負傷し、5月10日のドイツ軍によるベルギー攻撃の2日後に帰隊したが、ほとんどの航空機が破壊された後であった。彼は他の隊員たちとフランス南部まで撤退し、新しい飛行機が送られてくるのを待った。6月19日にフランスが降伏すると、ド・グリュヌはイギリスへ亡命することを決心し、7月7日にリヴァプールへ渡った。
8月4日、ド・グリュヌはハリケーン装備の第32飛行隊に配属された。すぐさまバトル・オブ・ブリテンに参加、8月16日にメッサーシュミット Bf109を初撃墜し、8月18日までに計3機を撃墜した（別に不確実1機）。しかし、3機目のDo17を撃墜した直後にBf109との格闘戦で撃墜され、激しいやけどを負った。
ド・グリュヌは病院で何週間もの治療を受けた後、1940年末にさらなる治療という名目でポルトガルへ送られた。実際にはロンドンのベルギー亡命政府が、彼をスペインでの諜報活動に利用しようとしていた。しかしド・グリュヌは、自分は諜報員ではなく飛行士であると感じ、かつての戦友であるスペイン人に対して諜報活動することを拒否した。
イギリスに戻ったド・グリュヌは、1941年4月29日、スピットファイア装備の第609飛行隊に配属された。5月21日、北部フランス上空でBf109に撃墜され、機体から脱出したのを僚機から目撃されたが、行方不明のまま戦死と認定された。ド・グリュヌは典型的な貴族で、最後の出撃の際には「幸運の銀の蹄鉄」を携行していたされる。総撃墜数は13機で、うち10機がスペイン内戦での戦果で、3機がイギリス空軍での戦果である。